# Chiesa dei Santi Demetrio e Bonifacio
La chiesa dei Santi Demetrio e Bonifacio è un edificio momunentale ubicato nel centro storico di Napoli, in piazzetta Monticelli, 6. La chiesa, oggi sconsacrata, ospita l'Aula magna della Facoltà di architettura dell'Università di Napoli "Federico II".

## Storia
Fu costruita nel 1706 su progetto di Giovan Battista Nauclerio e per commissione dei padri somaschi, che vollero l'edificazione della chiesa per sostituire la cappella di un vecchio monastero benedettino, di loro proprietà dal 1616.
Due importanti palazzi furono altresì edificati al posto dell'antico convento: il palazzo dei Duchi di Casamassima e il palazzo Penne, che diventò in seguito la sede di somaschi stessi.
In seguito alla soppressione degli ordini religiosi ed alla conseguente espulsione dei somaschi, la chiesa venne affidata alla gestione dell'arcivescovo di Napoli, prima di divenire di proprietà dell'Università Federico II.

## Interno
La struttura presenta un impianto a croce greca con esedre ai lati; l'interno pur spogliato di arredi, conserva ancora i tre dipinti di altare del 1748: la Madonna con Bambino, San Demetrio e San Bonifacio di Nicola Maria Rossi, la Madonna con Bambino e i santi Paolo eremita, Leonardo Abate e Ignazio martire di Antonio Romeo ed infine la Madonna con Bambino e Gerolamo Emiliani di Gennaro Gamba.
L'altare maggiore ligneo presenta stucchi decorati con pannelli di finto marmo.